# Leptopelis calcaratus
Espèce
Synonymes
- Hylambates calcaratus Boulenger, 1906
- Leptopelis calcaratus meridionalis Laurent, 1973

Statut de conservation UICN

 LC  : Préoccupation mineure
Leptopelis calcaratus est une espèce d'amphibiens de la famille des Arthroleptidae.

## Répartition
Cette espèce se rencontre dans le sud-est du Nigeria, au Cameroun, en Guinée équatoriale, au Gabon, au Congo-Brazzaville, dans le nord du Congo-Kinshasa et dans le sud-ouest de la Centrafrique.

## Description
Les mâles mesurent de 35 à 42 mm et les femelles de 46 à 57 mm.

## Publication originale
- Boulenger, 1906 : Descriptions of new batrachians discovered by Mr. G.L. Bates in South Cameroon. Annals and Magazine of Natural History, ser. 7, vol. 17, p. 317-323 (texte intégral).